# 唐安公主
唐安公主（762年—784年4月13日）名不详，中国唐朝唐德宗李适嫡长女，母昭德皇后。
唐安公主幼年恭谨孝顺，故深得唐德宗疼爱。许以秘书少监韦宥，婚礼未举行而遇到朱泚叛乱，她随从唐德宗到城固，三月十九去世，后追赠为韩国贞穆公主。根据其它史料显示，公主生前应已成婚，并有一女韦氏下嫁李，封魏国夫人。
唐安公主墓遺址位於洋縣馬暢鎮。